# Boophis laurenti
Boophis laurenti är en groddjursart som beskrevs av Jean Guibé 1947. Boophis laurenti ingår i släktet Boophis och familjen Mantellidae. IUCN kategoriserar arten globalt som otillräckligt studerad. Inga underarter finns listade.